# Macrotyloma densiflorum
Macrotyloma densiflorum là một loài thực vật có hoa trong họ Đậu. Loài này được (Baker) Verdc. miêu tả khoa học đầu tiên.